# Renault Korea
Renault Korea Motors, vorher Renault Samsung Motors (RSM), ist ein südkoreanischer Automobilhersteller mit Sitz in Busan. Er ist Nachfolger des Unternehmens Samsung Motors.
Die Firma gehört zu 80,1 % Renault und zu 19,9 % der Samsung Group und ist Teil der Renault-Nissan-Allianz. Renault und Samsung haben vereinbart, bis 2020 den Namen des Unternehmens zu behalten. Wegen der Neuausrichtung der Samsung Group im Automotive-Markt sieht das südkoreanische Konglomerat den eigenen Namen in einem Autohersteller als hinderlich für das Marketing als Elektronik-Zulieferer und möchte sowohl auf den eigenen Anteil als auch auf den Namen Samsung in der Kooperation verzichten.

## Geschichte
Samsung Motors produzierte seit 1998 im neu errichteten Werk in Busan den auf dem Nissan Maxima basierenden erste Serien-Pkw der Marke – den Samsung SM5. Samsung Motors erlitt dabei große Verluste und musste vor dem Hintergrund der Asienkrise einen Partner suchen. Renault erwarb im Jahr 2000 eine 70%ige Beteiligung und gründete Renault Samsung Motors.
2022 erfolgte die Umbenennung in Renault Korea Motors.

## Modelle
- Samsung SM3 (Untere Mittelklasse)

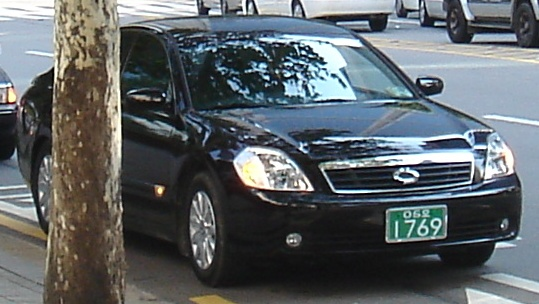
Samsung SM5 (2005)

  - ab 2002: basierend auf dem Nissan Bluebird Sylphy, Facelift 2005, als „Nissan Almera“ in Südamerika verkauft[4]
- Samsung SM5 (Mittelklasse)
  - 1998–2005: heute als „SM5 Classic“ bezeichnet, basierend auf dem 1995er Nissan Cefiro und Nissan Maxima[5]
  - ab 2005: basierend auf dem malaysischen Nissan Maxima (in Japan als Nissan Teana)[6]
- Samsung SM7 (Obere Mittelklasse)
  - ab 2004: basierend auf dem malaysischen Nissan Maxima (in Japan als Nissan Teana)[7]
- Samsung QM5 (Crossover-SUV)[8]
  - ab 2007: basierend auf Bauplänen des Nissan Dualis (in Deutschland als Nissan Qashqai bekannt)[9]